# Michel Elefteriades
Michel Elefteriades (in arabo ميشال ألفتريادس‎?, in greco Μιχαήλ Ελευθεριάδης?; Beirut, 22 giugno 1970) è un politico, artista, produttore discografico e imprenditore libanese con cittadinanza greca, conosciuto nel mondo arabo per le sue credenze e le sue opinioni anticonvenzionali, che hanno generato controversia e riscontri accesi, sia da parte dei suoi sostenitori che dei suoi detrattori.

## Biografia
Nato da madre libanese e da padre di origine greco-bizantina (pronipote di Santo Crisostomo di Smirne, metropolita di Smirne), Elefteriades, libanese di nascita, parla sei lingue e ha viaggiato moltissimo. Ha studiato Belle arti e pubblicità a Nantes, in Francia, e ha conseguito un master in Graphic design e arti comunicative presso l’Accademia libanese delle belle arti (ALBA).

### Crisostomo Kalafatis
Il metropolita Crisostomo di Smirne, nato l'8 gennaio 1867 a Triglia (oggi Tirilye), in Bitinia, e massacrato a Smirne (oggi Izmir), è il prozio di Michel Elefteriades. Nel 1902 Crisostomo Kalafatis fu eletto metropolita di Drama. Nel settembre del 1922, durante la guerra greco-turca, il vescovo Chrysostom morì nelle strade di Smirne, dopo umiliazioni e atroci mutilazioni e torture.
È stato dichiarato martire e santo della Chiesa ortodossa orientale dal Santo Sinodo della Chiesa di Grecia il 4 novembre 1992. La sua festa è la domenica prima dell'Esaltazione della Santa Croce (7–13 settembre).

## Carriera musicale e mondo dello spettacolo
Elefteriades è autore e compositore di più di 120 canzoni, scritte per artisti europei e arabi tra cui: Tony Hanna, Demis Roussos, Jean-Jacques Lafon, Nahawand, Hanine Y Son Cubano, Sébastien El Chato, Jose Gàlvez, Jose Fernandez. Inoltre ha collaborato con Saber Rebaï, Moein Sharif, Wadih El Safi e Mohamad el Mazem. Elefteriades è considerato il pioniere arabo della World Music fusion.
In quanto produttore e arrangiatore musicale, alcune delle sue creazioni si affermano nel mondo arabo come esperimenti musicali di successo.
Tra queste citiamo:
- Hanine Y Son Cubano[8][9][10]
- Wadih El Safi in duo with Jose Fernandez[11][12][13]
- Demis Roussos & the Oriental Roots Orchestra[14][15][16]
- Tony Hanna & the Yugoslavian Gipsy Brass Band[17][18][19]

Elefteriades ha diretto diversi video musicali, per artisti come Galvez, Demis Roussos, Tony Hanna, The Chehade Brothers, Hanine Y Son Cubano, Nahawand, Tania Saleh, José Fernandez, Abdel Karim Chaar, Yusra, Rom Bakhtale, Tino Favazza, così come dei documentari su Tony Hanna e sulla vita in Nahavand.

### Organizzazione di eventi
Nel 1999, Elefteriades fondò il "Festival Internazionale Mediterraneo di Byblos", e ne fu il direttore dal 1999 al 2003. Nel 2004, scrisse, compose e diresse “The Journey of Four Songs", un musical per il Festival internazionale di Baalbek.

### Elef.Records
Elefteriades è fondatore e comproprietario di "Elef.Records", un’ex casa discografica Warner Music Group, produttrice dei seguenti album: 
- Bilal The Gipsy Prince – Live At The MusicHall
- The Chehade Brothers – Live At The MusicHall
- The Chehade Brothers – A Bridge Over the Mediterranean[34][35]
- Hanine Y Son Cubano – Arabo-Cuban, 10908 and The Festivals Album[36][37][38][39][40][41]
- Jose Fernandez – Makhlouta[42]
- Jose Gálvez & the National Orchestra of Nowheristan[43][44]
- Lautaris
- Michel Elefteriades – L’Empereur chante – self-produced
- Mounir El Khawli – The Dragon of Tarab[45]
- Nahawand
- Tania Saleh
- Tony Hanna & the Yugoslavian Gipsy Brass Band – My Village, Lost Somewhere Between Beograd And Baghdad[19][46]
- Wadih El Safi & Jose Fernandez[47]

### Televisione
Elefteriades fu giudice a The X Factor, XSeer Al Najah (la versione araba di The X Factor), per due stagioni, nel 2006 e nel 2007, meritandosi il soprannome di "the Arabian Simon Cowell" (in italiano, “la versione araba di Simon Cowell”).
Nel 2012, Elefteriades produsse e creò delle canzoni fusion occidentali/orientali per Coke Studio, una serie televisiva musicale in onda nel Medio Oriente e nel Nord Africa, con performance di vari artisti musicali famosi, sia internazionali che arabi. Inoltre registrò delle canzoni fusion originali, che mescolavano due o più generi musicali.
Nonostante abbiano lo stesso nome, la Coke Studio Pakistan e la Coke Studio Middle East hanno poco in comune, in seguito a tutti i cambiamenti che Elefteriades ha apportato al modello originale.
Tra gli artisti con cui Elefteriades ha collaborato citiamo: Wadih El Safi (Libano), Nancy Ajram (Libano), José Galvez (Spagna), The Chehade Brothers (Palestina/Libano), tenor Tino Favazza (Italia), DJ Jerry Ropero (Belgio/Spagna), Mohamed Hamaki (Egitto), Mohamed Mounir (Egitto), Shontelle (Barbados), The Wailers (Jamaica/USA), The Yugoslavian Gipsy Brass Band (Serbia), Bilal (Libano), Rouwaida Attieh (Siria), Yara (Libano), Jannat (Marocco), Jay Sean (Regno Unito), Saber Rebaï (Tunisia), Fabián Bertero (Argentina) e Cairokee (Egitto).

## Ospitalità e turismo
Nel 2003, Elefteriades fondò il "Beirut MusicHall", un locale di 800 posti basato su un unico concetto, che lo ha reso un’ambita meta notturna del Medio Oriente.
Nel 2013, ci fu una seconda apertura del MusicHall a Dubai, Emirati Arabi.
Nello stesso anno, Elefteriades aprì il "MusicHall Waterfront" a Beirut, un locale all’aperto nei pressi del litorale, nel quartiere centrale della città.
E nell'estate del 2019, il MusicHall è approdato a Jeddah, diventando il primo club ad aprire nel Regno dell'Arabia Saudita.
Nell'autunno del 2022, il MusicHall ha aperto le sue porte a Doha, in Qatar.
Nel 2015, comprò un palazzo rinascimentale a Firenze, in Italia, risalente al XV secolo. Il palazzo Magnani Feroni è attualmente un hotel di lusso nel cuore di Firenze e possiede la terrazza panoramica più alta della zona di Oltrarno, da cui si possono vedere i maggiori monumenti della città.
Nell’estate del 2017, Michel Elefteriades aprì un nuovo ristorante, B By Elefteriades, un tempio sfarzoso dedicato al piacere dei sensi e al buon gusto.
Nel 2018, Michel Elefteriades ha deciso di investire nuovamente in Italia e ha acquisito dalla nobile famiglia Salviati la chiesa romana abbandonata di San Procolo per trasformarla in una galleria d'arte in cui avrebbe esposto la sua collezione di arte religiosa medievale e le sue creazioni. La chiesa di San Procolo, che era abbandonata e chiusa dal 1966, è una delle chiese più antiche di Firenze e si trova nel centro della città, adiacente al Palazzo Bargello. Nel 2019, dopo che Elefteriades ha comprato la chiesa, il Ministero Italiano dei Beni Culturali ha esercitato il diritto di prelazione, a causa dell'importanza di questa chiesa, un evento senza precedenti negli ultimi decenni. In un'intervista con "La Repubblica", Elefteriades ha detto che è felice che il ministero e la Soprintendenza si stiano prendendo cura della chiesa e che stiano facendo un lavoro fondamentale per la città di Firenze.
Nella primavera del 2019, ha aperto The Park By Elefteriades, un locale all'aperto situato sul tetto dello Yacht Club a Zaytouna Bay, nel cuore di Beirut.

## Arti figurative
In quanto pittore, la sua opera è stata esposta in diverse mostre in Francia, Germania e Libano. Nel 1995, presentò The Wailing Wall, un’opera d’arte 10x2 m, ad un’edizione speciale del Salon des Artistes Décorateurs, che ha avuto luogo nel quartiere centrale di Beirut (invece della solita location, il Grand Palais di Parigi). La rivelazione di questo quadro al pubblico ha prodotto una tale controversia che fu necessario mettere in atto uno speciale sistema di protezione.
In quanto scultore, Michel Elefteriades ha lavorato ad una serie di sculture di bronzo che rappresentano il capitalismo e la sua influenza sull’uomo e sulla società. Nel gennaio 2016, Elefteriades venne chiamato alla stazione di polizia per testimoniare in un caso riguardante una presunta setta satanica di devoti. Alcune delle sue opere sono state interpretate come simboli satanici. Pertanto, Michel si trova nel mezzo di una controversia orchestrata dalle forze libanesi per intimidirlo.

## Scrittura
Elefteriades è autore di due romanzi, uno dei quali è stato vietato nel mondo arabo.
Dopo una serie di interviste a “Utopia”, il distretto generale del Noheristan, lo scrittore francese Gérard De Villiers si ispira alla vita di Michel Elefteriades per creare il personaggio di Mavros Nilatis dal romanzo “SAS: Le Chemin de Damas”.

## Politica
Elefteriades è attivista politico dall’età di 15 anni. Crescendo nella parte orientale di Beirut, fu un militante dell’estrema sinistra. Nel 1989, Elefteriades prese parte al movimento politico del Primo Ministro libanese del tempo, il generale Michel Aoun.

### M.U.R.
Il 13 ottobre 1990, le forze siriane lanciarono un attacco contro l’esercito libanese, sfidando il Generale Aoun ed occuparono ciò che rimaneva del territorio libero del Libano. Elefteriades scappò in Francia. Nel 1991, tornò in Libano e fondò il M.U.R. (Mouvements unis de la Résistance -movimenti uniti della resistenza), di cui fu il leader fino al 1994. Il M.U.R era un gruppo clandestino armato, il cui obiettivo dichiarato era quello di combattere contro l’occupazione del Libano da parte degli eserciti stranieri. Elefteriades prese inoltre parte all’organizzazione di scioperi generali concepiti per paralizzare il paese. Il M.U.R. era considerato un’organizzazione illegale e le sue attività vennero spesso condotte segretamente.
Durante questo periodo, Elefteriades fu la vittima prevista di ben due tentati omicidi. Il primo gli distrusse la macchina con una trappola esplosiva; il secondo tentativo lo vedeva bersaglio di un agguato armato. Dal 1994 al 1997, Elefteriades lasciò nuovamente il Libano e andò a vivere in Francia e in Cuba.
Elefteriades fu attivo nella Rivoluzione dei cedri in Libano, coorganizzando, nell’aprile 2005, una serie di iniziative per celebrare l’unità nazionale, tra cui un programma di concerti gratuiti che si svolse nel quartiere principale di Beirut, sotto il nome di "Independence 05".

### Attivismo
L’8 ottobre 2007, durante una conferenza stampa in onore della cattura di Che Guevara avvenuta 40 anni prima, Elefteriades lanciò una campagna pubblica chiamata "We Won’t Pay Lebanon’s Odious Debts" (in italiano, “non pagheremo i debiti odiosi del Libano”). L’iniziativa aveva come obiettivo quello di fare pressione affinché lo stato agisse sul debito pubblico del Libano che aveva raggiunto livelli senza precedenti (circa 40 miliardi di dollari) e che, al tempo della conferenza stampa, rappresentava il rapporto debito-PIL più elevato al mondo. L’obiettivo principale della campagna era quello di sensibilizzare all'interno e all'esterno del paese riguardo alla natura dei prestiti del Libano, con lo scopo finale di abolirne il debito. In seguito alle sue attività, l’Associazione delle banche libanesi chiesero la condanna di Elefteriades, considerandolo come una minaccia per la stabilità finanziaria del Libano.
Nell’agosto 2015, Michel Elefteriades lanciò in Libano il "Movement of the Disgusted" (in italiano, “il movimento dei disgustati”), per portare al collasso di un sistema che era in piedi da decenni.

### L’esercito libanese
A causa del suo passato da militare e il suo coinvolgimento nell’esercito, Michel Elefteriades ha dei forti legami con diversi funzionari di alto rango dell’esercito libanese.
È spesso presente alle cerimonie militari e alle riunioni dell’esercito, e appare in programmi televisivi dove difende inesorabilmente l’apparato militare del paese.
A tal fine, Elefteriades, nel talk show libanese più famoso "Kalam Ennas", lanciò una campagna che invocava ad un regime militare in Libano [82]. Questo fece spargere la voce che Elefteriades stesse pianificando un colpo di stato militare.
D’altro canto, il 15 ottobre 2015, Elefteriades organizzò una manifestazione in Piazza dei Martiri a Beirut, per ringraziare il suo caro amico, il Generale Chamel Roukoz, per il suo servizio al paese.

## Ministero
Nel febbraio 2021, il presidente libanese Michel Aoun ha parlato di Elefteriades come ministro della cultura o ministro del turismo. Ha consegnato un documento al primo ministro Saad Hariri in cui aveva nominato Michel Elefteriades.

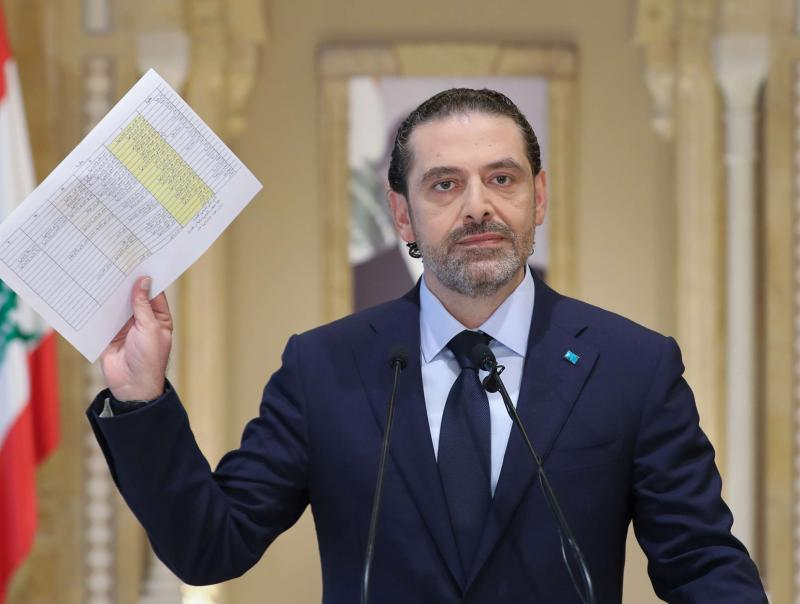
Il primo ministro Saad Hariri presenta la lista dei ministri suggeriti

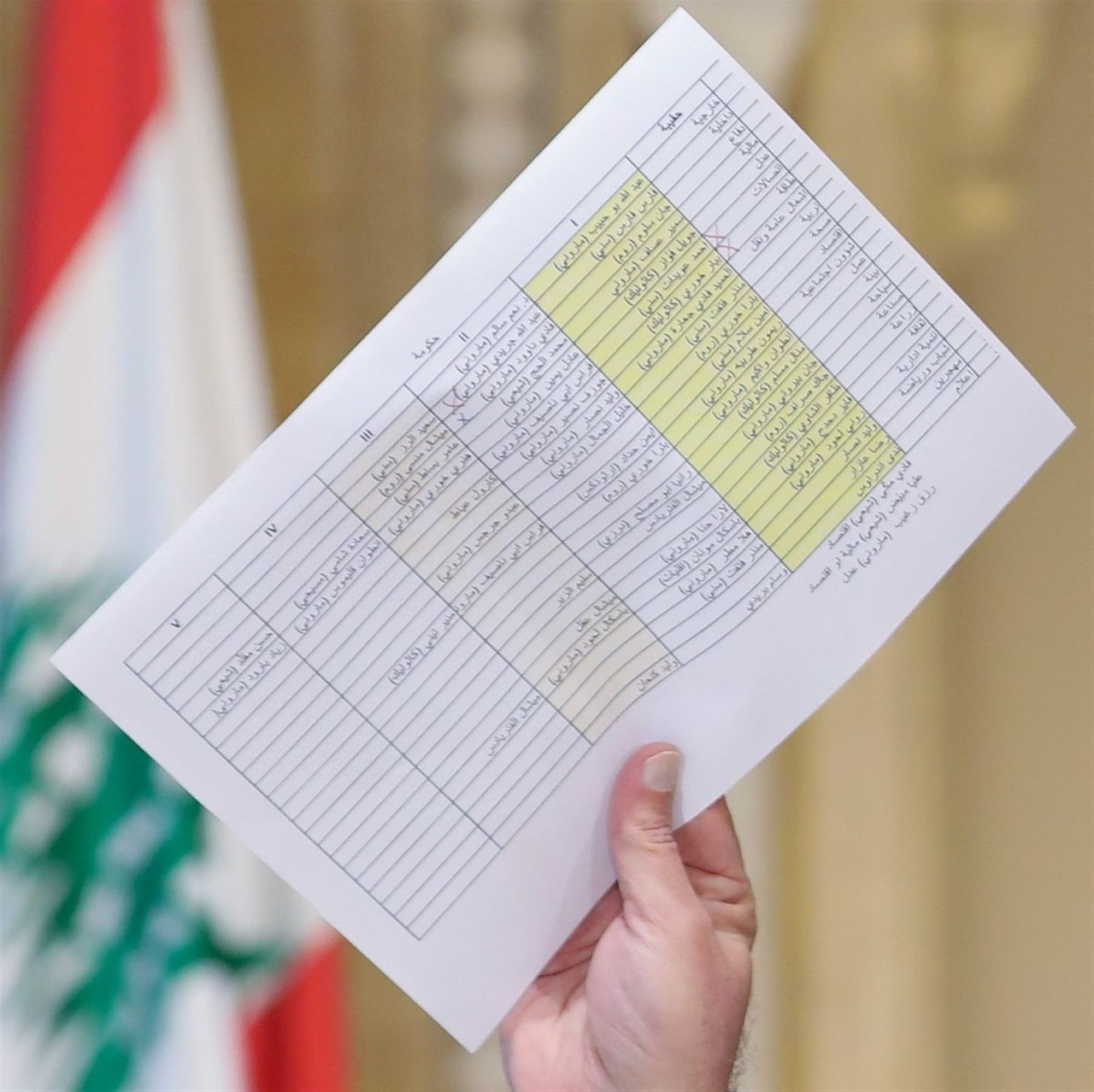
Elenco dei ministri suggeriti

## Impegni sociali
Nella primavera del 2005, Elefteriades coorganizzò il concerto a Beirut, presentando alcuni tra i nomi più celebri della musica libanese: Nancy Ajram, Wadih El Safi, Myriam Fares, Ramy Ayach, Marwan Khoury, Amal Hijazi. L’intero ricavato dell’evento fu destinato, attraverso le Nazioni Unite, alle vittime dello tsunami che aveva colpito il sud-est asiatico. Lo stesso anno organizzò un concerto gratuito dell’Orchestra Nazionale del "Nowheristan" presso il palazzo dell’UNESCO, in collaborazione con le Nazioni Unite, per celebrare la Giornata internazionale della pace.
Nel 2006, fu membro fondatore della Pan-Arab Cultural Icons (o WAYYAK), una ONG la cui missione dichiarata è quella di influenzare le regioni arabe disavvantaggiate attraverso il contatto con le celebrità arabe.

## La promozione del Nowheristan
Elefteriades ha concepito un nuovo approccio sociale, filosofico, politico e culturale attraverso la fondazione di una nuova nazione che egli ha chiamato "Nowheristan", dedicata alla giustizia, alla liberazione e all'uguaglianza. La proclamazione del “Grande Impero del Nowheristan” ha ricevuto il sostegno delle Nazioni unite e del Ministero della Cultura libanese. Migliaia di persone in tutto il mondo hanno fatto richiesta di cittadinanza.
Elefteriades, con il sedicente titolo di "His Imperial Highness Michel I of Nowheristan" ("Sua Maestà imperiale Michel I di Nowheristan"), promuove la sua creazione attraverso articoli, interviste e PR in diversi media internazionali, tra cui: CNN, BBC, France 3 Méditerranée, France 24, TV5, TVE2, Al-Jazeera, Los Angeles Times, Der Spiegel, La Vanguardia, Paris Match, L'Orient Le Jour, Daily Star, Hürriyet, Al-Ahram, Asharq Al-Awsat, De Standaard.